# Hội chứng Klinefelter
Hội chứng Klinefelter (đọc là Clai-phen-tơ) là tình trạng không phân li nhiễm sắc thể ở nam giới; người bị tác động có một cặp nhiễm sắc thể giới tính X thay vì chỉ có một nhiễm sắc thể X, và có liên hệ với một số nguy cơ về bệnh lý y học. Hội chứng này được đặt tên theo bác sĩ Harry Klinefelter, nhà nghiên cứu y học tại Bệnh viên Đa khoa Massachusetts, Boston, Massachusetts, do ông lần đầu tiên miêu tả lâm sàng tình trạng này vào năm 1942.

## Nguyên nhân
Kiểu sắp xếp nhiễm sắc thể XXY là một biến thể di truyền thường gặp nhất ở kiểu nhân XY, xảy ra vào khoảng 1 cho mỗi 500 đến 1000 trẻ nam khi sinh ở Hoa Kỳ, với khoảng 3000 trẻ mới sinh ra mỗi năm. Do sự thêm vào của một nhiễm sắc thể, người bị tình trạng này thường được gọi là "Nam XXY", hay "Nam 47,XXY" hơn là "mắc hội chứng Klinefelter."
Ở động vật có vú với hơn một nhiễm sắc thể X, chỉ có một nhiễm sắc thể X ở trạng thái hoạt động, còn (các) nhiễm sắc thể X kia bị bất hoạt và hầu hết các gen trên chúng không được biểu hiện. Điều này xảy ra cả ở nam XXY lẫn nữ XX. Tuy nhiên, một số ít gen vẫn được biểu lộ dù chúng trên nhiễm sắc thể X bất hoạt; đây là các gen có gen tương ứng trên nhiễm sắc thể Y (vùng giả nhiễm sắc thể thường). Các gen thể ba nhiễm này ở nam XXY có lẽ là nguyên nhân của các triệu chứng liên quan đến hội chứng Klinefelter.
Báo cáo đầu tiên được công bố (Jacobs & Strong 1959) về người đàn ông có kiểu nhân 47,XXY là bởi Patricia A. Jacobs và Bác sĩ J.A. Strong tại Bệnh viện Đa khoa Miền Tây ở Edinburgh, Scotland vào năm 1959. Đó là một người đàn ông 24 tuổi có biểu hiện của hội chứng Klinefelter. Bác sĩ Jacobs miêu tả khám phá của bà về trường hợp dị bội nhiễm sắc thể ở người và động vật có vú đầu tiên được báo cáo trong bài diễn văn cho Giải thưởng tưởng niệm Wiliam Allan năm 1981 (Jacobs 1982).
Trong khoảng 50-60% trường hợp, hiện tượng không phân li nhiễm sắc thể xảy ra ở mẹ (75% do lỗi phân bào giảm nhiễm I). Các trường hợp còn lại xảy ra do không phân li ở người cha. Kiểu nhân thường gặp nhất là 47,XXY (khoảng 80-90% các trường hợp); thể khảm 46,XY/47,XXY gặp trong khoảng 10% trường hợp. Các thể khác gồm 48,XXYY, 48,XXXY, 49,XXXYY, và 49,XXXXY rất hiếm. Thể khảm 46,XY/47,XXY có thể xảy ra ở hợp tử 46,XY hoặc 47,XXY, và do rối loạn phân bào sau khi thụ tinh tạo hợp tử.

## Sinh lý bệnh
Sự thêm vào của một hoặc nhiều nhiễm sắc thể X hay Y lên kiểu nhân nam gây ra các bất thường thực thể và nhận thức khác nhau. Nói chung, mức độ bất thường kiểu hình gồm cả chậm phát triển trí tuệ, liên quan trực tiếp đến số lượng nhiễm sắc thể X thêm vào trên mức bình thường. Số nhiễm sắc thể X tăng trên mức bình thường ảnh hưởng đến phát triển thể chất và nhận thức. Bất thường về xương và tim mạch cũng nặng và nhiều hơn. Phát triển sinh dục đặc biệt nhạy cảm với mỗi nhiễm sắc thể X thêm vào, gây rối loạn tạo ống sinh tinh và vô sinh, cũng như dị dạng và thiểu sản cơ quan sinh dục ở nam đa nhiễm X. Hơn nữa, khả năng tâm thần giảm theo nhiễm sắc thể X thêm vào. Chỉ số trí tuệ (IQ) giảm khoảng 15 điểm cho mỗi nhiễm sắc thể X vượt mức bình thường. Tất cả các khu vực phát triển chính, gồm ngôn ngữ và sự phối hợp diễn đạt, tiếp thu cũng bị ảnh hưởng.
Hậu quả chính của việc có thêm nhiễm sắc thể giới tính, thường mắc phải do lỗi không phân li trong quá trình tạo giao tử ở cha mẹ, gồm có suy sinh dục, vú to, và rối loạn tâm lý xã hội. Hội chứng Klinefelter là hình thức suy tinh hoàn nguyên phát, kèm theo tăng mức gonadotropin do thiếu phản hồi ngược từ tuyến yên. Thiếu hụt androgen cũng gây tỉ lệ các phần trên cơ thể giống người bị hoạn; lông ở mặt, nách, mu và thân mình thưa thớt hoặc không có; vú to; tinh hoàn và dương vật nhỏ; giảm khoái cảm tình dục; phân bố mô mỡ theo kiểu phụ nữ; giảm sức chịu đựng thực thể; loãng xương. Việc mất ống sinh tinh và tế bào Sertoli dẫn đến giảm mức inhibin B, chất điều hoà hormone FSH. Trục hạ đồi-yên-sinh dục bị thay đổi ở bệnh nhân hội chứng Klinefelter ở tuổi dậy thì.
Cũng có báo cáo về nguy cơ tăng rối loạn tự miễn, như lupus ban đỏ hệ thống, viêm khớp dạng thấp, và hội chứng Sjögren. Điều này có lẽ do giảm mức testosterone và tăng estrogen, vì androgen có lẽ có khả năng bảo vệ chống lại tính tự miễn, trong khi estrogen có thể thúc đẩy rối loạn này.

## Dấu hiệu và triệu chứng
Đột biến số lượng nhiễm sắc thể dạng thể ba ở cặp nhiễm sắc thể giới tính là hội chứng xảy ra ở trẻ trai có 2 hoặc đôi khi nhiều hơn 2 nhiễm sắc thể giới tính X, mà vẫn có nhiễm sắc thể Y; chân tay dài, thân cao không bình thường, tinh hoàn nhỏ, si đần, không có con.

Hầu hết nam giới sinh ra với hội chứng Klinefelter sống suốt đời mà không được chẩn đoán. Khi được thực hiện, chẩn đoán thường xảy ra vào tuổi trưởng thành. Chỉ định thường gặp nhất để làm xác định kiểu nhân là thiểu năng sinh dục và vô sinh. Tỉ lệ tử vong cũng không cao hơn đáng kể so với người bình thường.

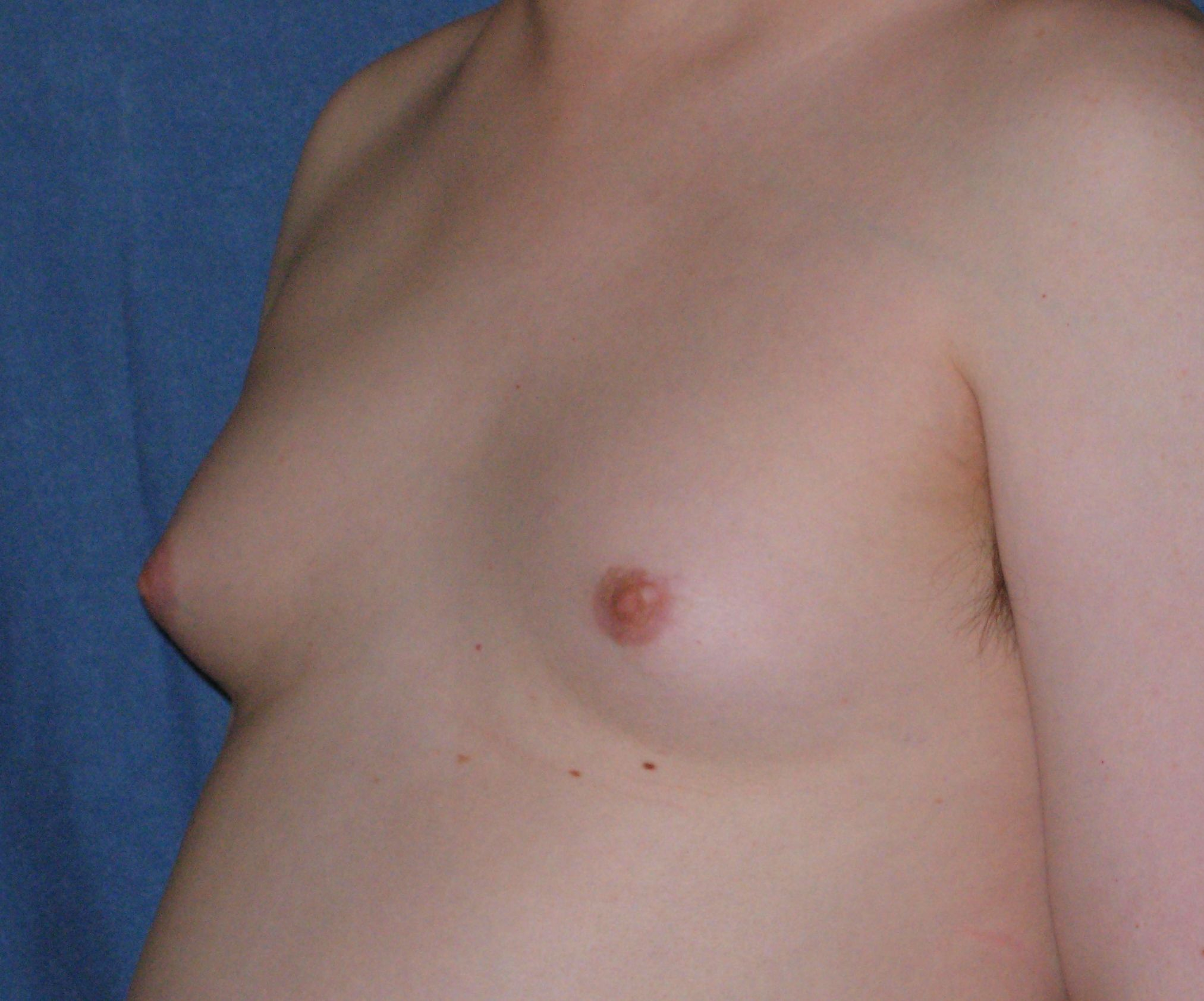

Lý do bệnh nhân đi khám thường nhất là vô sinh và vú to. Các than phiền khác bao gồm mệt mỏi, yếu, rối loạn cương dương, loãng xương, rối loạn ngôn ngữ, khó khăn trong học hành, khoái cảm tình dục dưới mức bình thường, tính tự trọng kém, và các rối loạn hành vi.
Về thực thể, trẻ sơ sinh và trẻ nhỏ có chiều cao, cân nặng và vòng đầu bình thường. Khoảng 25% có biểu hiện lệch ngón (clinodactyly). Tốc độ phát triển chiều cao tăng vào lúc 5 tuổi, và chiều cao người lớn thường hơn mức trung bình. Ngoài ra, tay và chân cũng dài không theo tỉ lệ thông thường của cơ thể. Một số người với thể Klinefelter 49,XXXXY có vóc người thấp.
Hầu hết nam 47,XXY có trí thông minh bình thường. Nền tảng gia đình ảnh hưởng đến IQ. Trí tuệ dưới mức bình thường hoặc chậm phát triển tâm thần có thể liên hệ với sự hiện diện của nhiều nhiễm sắc thể X hơn.
Khoảng 70% bệnh nhân có giảm chút ít về năng lực phát triển tâm thần và học hành, bao gồm khó khăn trong học tập, học ngôn ngữ và nói muộn, giảm trí nhớ ngắn hạn, giảm kĩ năng phục hồi dữ liệu, đọc khó, rối loạn đọc (dyslexia), và khiếm khuyết khả năng chú ý. Bệnh nhân cũng có thể biểu hiện rối loạn hành vi và tâm lý. Điều này có thể do sự tự trọng và phát triển tâm lý xã hội kém, hoặc khả năng xử lý căng thẳng giảm. Các rối loạn tâm thần khác như lo lắng, trầm cảm, loạn thần kinh chức năng (neurosis), và rối loạn loạn thần (psychosis) cũng thường gặp hơn trong nhóm này so với dân số chung.
Răng bò (taurodontism, răng hàm phình to do tuỷ nở rộng) gặp ở 40% bệnh nhân, trong khi tỉ lệ mắc ở người XY bình thường là 1%.
Về các đặc điểm giới tính, bệnh nhân có thể mất các đặc điểm giới tính thứ phát do giảm sản xuất androgen, với biểu hiện lông ở mặt, thân, cơ quan sinh dục thưa, giọng nói cao, và phân bố mỡ theo kiểu phụ nữ. Vào giai đoạn trễ của tuổi dậy thì, khoảng 30-50% trẻ nam mắc hội chứng Klinefelter biểu hiện vú to thứ phát do tăng estradiol và tăng tỉ lệ estradiol/testosterone. Nguy cơ phát triển carcinoma vú cao hơn ít nhất 20 lần so với người bình thường. Loạn sản tinh hoàn (tinh hoàn nhỏ, chắc, kích thước <10ml) có thể có ở bệnh nhân sau dậy thì. Vô sinh, vô tinh trùng có thể do bất sản teo ống sinh tinh. Vô sinh gặp ở tất cả bệnh nhân 47,XXY; ở bệnh nhân thể khảm 46,XY/47,XXY có thể còn khả năng sinh sản. Bệnh nhân cũng có thể tăng tần suất u tế bào mầm ngoài sinh dục như carcinoma phôi, u quái và u tế bào mầm trung thất nguyên phát.
Về các rối loạn tuần hoàn và tim, sa van hai lá gặp ở 55% bệnh nhân, giãn tĩnh mạch ở 20-40%, loét tĩnh mạch 10-20 lần cao hơn bình thường, nguy cơ huyết khối tĩnh mạch sâu và thuyên tắc phổi cũng tăng.
Xét nghiệm di truyền tế bào cho thấy bất thường về kiểu nhân, 47,XXY hoặc các kiểu nhân của các biến thể khác. Định lượng hormone máu cho thấy nồng độ FSH, LH và estradiol tăng trong huyết tương, còn testosterone thì giảm ở bệnh nhân 12-14 tuổi. Đáp ứng tăng testosterone khi tiêm hCG ở mức dưới bình thường. Gonadotropin niệu tăng do bất thường chức năng tế bào Leydig. Nồng độ osteocalcin huyết thanh tăng và tỉ lệ hydroxyl proline/creatinine tăng, phản ánh giảm tạo xương và tăng tái hấp thu xương.
Khảo sát hình ảnh cho thấy sa van hai lá trên siêu âm, giảm mật độ xương chi dưới, dính xương quay trụ, và răng bò trên X quang.
Khảo sát mô học cho thấy tinh hoàn nhỏ, chắc với hiện tượng hyalin hoá, xơ hoá và teo ống sinh tinh kèm tăng sản khu trú của các tế bào Leydig hầu hết đã bị thoái hoá. Tế bào mầm giảm đáng kể hoặc không có. Hiện tượng sinh tinh trùng hiếm được bắt gặp. Ở bệnh nhân thể khảm, hyalin hoá và thoái hoá tiến triển ống sinh tinh xảy ra sau dậy thì mặc dù lúc dậy thì tinh hoàn có kích thước bình thường và có hiện tượng sinh tinh trùng. Mô học của vú to cho thấy tăng sản mô gian ống.

## Chẩn đoán trước khi sinh
Chẩn đoán trước khi sinh có thể được thực hiện nhờ chọc ối và phân tích di truyền tế bào dịch ối. Điều này có thể đặt cha mẹ vào vị thế khó xử, vì dự hậu tốt nhưng khả năng bất thường về kiểu hình thực sự tồn tại. Chỉ có rất ít trường hợp thể khảm 46,XY/47,XXY có khả năng sinh con, trong đó có nguy cơ sinh con 47,XXY. Tất cả 47,XXY đều vô sinh.

## Điều trị
Xác định bệnh sớm rất có ích, mặc dù ít khi được chẩn đoán trước dậy thì. Điều trị nên hướng đến 3 mặt của bệnh; thiểu năng sinh dục, vú to, và các vấn đề tâm lý xã hội. Trị liệu androgen là khía cạnh quan trọng nhất trong điều trị. Thay thế testosterone nên bắt đầu vào lúc dậy thì để sửa chữa việc thiếu hụt androgen, mang lại nam tính thích hợp, và cải thiện tình trạng tâm lý xã hội. Tiêm testosterone đều đặn giúp tăng cường sức mạnh và mọc lông mặt, tạo dáng vẻ cơ bắp cho cơ thể, tăng ham muốn tính dục, tăng kích thước tinh hoàn, cải thiện tính khí, hình ảnh bản thân và hành vi, và bảo vệ chống lại loãng xương sớm. Tiếp cận đa ngành có ích cho rối loạn lời nói, khó khăn trong học hành và các vấn đề tâm lý xã hội và hành vi khác.
Phẫu thuật có thể được chỉ định đối với vú to. Vú to gây căng thẳng tâm lý xã hội đáng kể cho bệnh nhân và làm tăng nguy cơ ung thư vú.
Về tư vấn di truyền, tỉ lệ tái phát không cao hơn mức trong dân số chung. Lúc tốt nhất để thông báo bệnh cho người mắc có lẽ vào giữa đến cuối tuổi thanh niên, khi anh ấy đủ trưởng thành để hiểu về tình trạng bệnh.

## Biến chứng
- Nguy cơ ung thư vú ở nam XXY cao gấp 20 lần nam khoẻ mạnh. Các loại tân sản khác xảy ra ở 1,6% bệnh nhân, bao gồm bạch cầu cấp, lymphoma Hodgkin và không Hodgkin, bạch cầu sinh tuỷ mạn và các bệnh tăng sinh tuỷ khác. U tế bào mầm sinh dục và ngoài sinh dục (u tế bào mầm trung thất, u quái, carcinoma quái, carcinoma đệm nuôi) cũng có thể xảy ra.
- Các biến chứng tâm lý và tâm thần có thể xảy ra ở người có trí thông minh dưới trung bình, thiểu năng sinh dục, hoặc bất lực.
- Sụp cột sống có thể do loãng xương.
- Phát triển dãn tĩnh mạch và loét chân do ứ đọng tĩnh mạch.
- Các bệnh nội tiết có liên quan gồm đái tháo đường, suy giáp, hội chứng hố yên rỗng, suy cận giáp, dậy thì sớm liên hệ với u tế bào mầm tạo hCG.
- Tăng sinh tuyến tiền liệt lành tính có thể do cung cấp testosterone. Bệnh nhân điều trị với testosterone nên tầm soát phì đại tuyến tiền liệt bắt đầu từ tuổi 30.
- Ở nam đa nhiễm X, tỉ lệ tử vong do bệnh mạch máu não như bệnh van động mạch chủ và vỡ phình mạch mọng (berry) cao hơn 6 lần so với bình thường ở nam 25-84 tuổi. Tăng kết tập tiểu cầu, bệnh huyết khối và tăng đông đã được phát hiện và có lẽ liên hệ đến nồng độ estrogen tăng.
- Mặc dù về khoa học sự hiện diện của nhiễm sắc thể Y xác định giới tính nam, nhưng người mắc hội chứng Klinefelter có thể gặp phải rối loạn xác định giới tính, tuy nhiên quan sát này dựa trên báo cáo của các nhóm ủng hộ chuyển đổi giới tính mà chưa có nghiên cứu khoa học về điều này.

## Tiên lượng
- Các nghiên cứu ban đầu về nam hội chứng Klinefelter XXY cho thấy họ tăng nguy cơ rối loạn tâm thần, phạm tội và trì trệ trí tuệ. Tuy nhiên điều này bị nghi ngờ là không chính xác vì những người được thống kê là lấy từ những người đã nhập viện.
- Trẻ nhỏ XXY hầu như không khác biệt so với trẻ khác.
- Mặc dù trẻ trai 47,XXY có thể phải vật lộn ở tuổi thanh thiếu niên với thành công hạn chế trong học tập, nhiều thất bại, và, trong một số trường hợp, khó khăn nghiêm trọng về hành vi và cảm xúc, nhưng hầu hết đều đi được đến sự tự lập đầy đủ khỏi gia đình khi bước vào tuổi trưởng thành. Một số hoàn thành giáo dục đại học và có khả năng làm việc bình thường.
- Quãng đời sống được xem là bình thường.
- Thiểu năng sinh dục, khoái cảm tình dục thấp và các vấn đề tâm lý xã hội có thể được điều trị với testosterone.
- Vú to có thể được sửa chữa bằng phẫu thuật.

## Biến thể
Hội chứng nam 48,XXYY xảy ra ở một trong số 17.000 ca sinh. Theo truyền thống nó được xem là biến thể của hội chứng Klinefelter, tuy nhiên nói chung hiện nay nó được xem là một thực thể lâm sàng và di truyền riêng biệt, mặc dù chưa được cấp mã ICD-9. Người mắc bệnh này hung hăng hơn, tổn thương trí tuệ hơn và vóc người cao hơn hội chứng Klinefelter.
Hội chứng nam 48,XXXY có chậm phát triển tâm thần nhẹ đến trung bình, chậm biết nói, phát triển vận động chậm, phối hợp kém, hành vi không trưởng thành, vóc người bình thường hoặc cao, khuôn mặt không bình thường (nếp quạt ở mắt (epicanthus), hai mắt xa nhau (hypertelorism), môi trề), thiểu năng sinh dục, vú to (33-50%), dương vật thiểu sản, vô sinh, lệch ngón, dính xương quay trụ, và điều trị với testosterone cho hiệu quả.
Hội chứng 49,XXXYY điển hình biểu hiện chậm phát triển tâm thần trung bình đến nặng, hành vi thụ động nhưng đôi khi hung hăng và lên cơn thịnh nộ, nét mặt biến dạng, vú to, và thiểu năng sinh dục.
Hội chứng nam 49,XXXXY có tam chứng cổ điển gồm chậm phát triển tâm thần nhẹ đến trung bình, dính xương quay trụ, và thiểu năng sinh dục tăng gonadotropin. Các biểu hiện lâm sàng khác gồm tổn thương ngôn ngữ nặng, rối loạn hành vi, cân nặng lúc sinh thấp, vóc dáng thấp ở một số người, khuôn mặt không bình thường (mặt tròn lúc sơ sinh, thô ở tuổi lớn hơn, hai mắt xa nhau, nếp quạt ở mắt, hàm nhô (prognathism)), cổ ngắn hoặc bè, vú to (hiếm), khiếm khuyết tim bẩm sinh (ống thông động mạch thường gặp nhất), bất thường xương (chân vòng kiềng (genu valgus), bàn chân quặp (pes cavus), lệch ngón thứ 5), giảm trương lực cơ, khớp tăng duỗi, cơ quan sinh dục thiểu sản, và tinh hoàn ẩn. Tinh hoàn kích thước hạt đậu, dương vật nhỏ, và các đặc điểm giới tính thứ phát ấu nhi là đặc trưng ở bệnh nhân 49,XXXXY, trong khi bệnh nhân 48,XXXY biểu hiện thiểu năng sinh dục nhẹ hơn tương tự như 47,XXY.
Nam mắc hội chứng Klinefelter có thể có kiểu nhân thể khảm 47,XXY/46,XY, biểu hiện suy giảm sinh tinh ở nhiều mức độ khác nhau. Thể khảm 47,XXY/46,XX có biểu hiện lâm sàng gợi ý hội chứng Klinefelter rất hiếm gặp và cho đến nay chỉ có khoảng 10 trường hợp được báo cáo trong y văn.